# Disney's Friends For Change
Disney's Friends for Change (también conocido como Friends for Change: Project Green) es una iniciativa a favor del medio ambiente creada en 2009. Las estrellas Disney son las principales caras de la iniciativa. La campaña quiere que los jóvenes conozcan la situación medioambiental y se involucren en el intento para cambiar la situación actual medioambiental. Miley Cyrus, los Jonas Brothers, Demi Lovato, y Selena Gomez son algunas de las caras de la iniciativa, en la cual Disney Channel emite de 30 segundos a 2 minutos de promociones a lo largo del tiempo. Como parte de esta iniciativa, los niños tienen la oportunidad de elegir a donde irán el millón de dólares que Disney enviará a varios programas medioambientales. La iniciativa fue presentada en lugar de Disney Channel Games de 2009 y 2010 . El primer Disney's Friends for Change Games se estrenó el 24 de junio de 2011 en Disney Channel, en sustitución de los Disney Channel Games.

## Estrellas participan en la iniciativa
A continuación se muestra una lista de estrellas del pasado y del presente que participan en la iniciativa. Cuando un programa termina y las estrellas comienzan a la transición de su forma de salir de Disney Channel, salen de la iniciativa, así. Este es el caso de Hannah Montana y JONAS L.A. estrellas entre las otras estrellas que lo han dejado.
A partir de abril de 2012, hay 36 estrellas de Disney Channel que participan en la iniciativa, y hay 22 ex estrellas de Disney Channel que han dejado la iniciativa.
| Actuales estrellas | Actuales estrellas                                   |
| Estrellas          | Representando Serie/Película                         |
| ------------------ | ---------------------------------------------------- |
| Peyton List        | Jessie, Bunk'd                                       |
| Debby Ryan         | The Suite Life on Deck, Jessie, The Suite Life Movie |
| Ross Lynch         | Austin & Ally, Teen Beach Movie, Teen Beach 2        |
| Laura Marano       | Austin & Ally, Un Día Descabellado                   |
| Dove Cameron       | Liv y Maddie, Descendants, Cloud 9                   |

| Ex estrellas              | Ex estrellas                          | Ex estrellas     |
| Estrella                  | Representando Serie/Película          | Años participado |
| ------------------------- | ------------------------------------- | ---------------- |
| Nicole Anderson           | JONAS L.A                             | 2009-2010        |
| Moises Arias              | Hannah Montana                        | 2009-2010        |
| Jake T. Austin            | Wizards of Waverly Place              | 2009-2012        |
| Miley Cyrus               | Hannah Montana                        | 2009-2010        |
| Matthew "Mdot" Finley     | Camp Rock 2                           | 2010             |
| Jordan Francis            | Camp Rock 2                           | 2010             |
| Selena Gomez              | Wizards of Waverly Place              | 2009-2012        |
| David Henrie              | Wizards of Waverly Place              | 2009-2012        |
| Joe Jonas                 | JONAS L.A.                            | 2009-2010        |
| Kevin Jonas               | JONAS L.A.                            | 2009-2010        |
| Nick Jonas                | JONAS L.A.                            | 2009-2010        |
| Demi Lovato               | Sonny with a Chance, Camp Rock 2      | 2009-2010        |
| Meaghan Jette Martin      | Camp Rock 2                           | 2010             |
| Emily Osment              | Hannah Montana                        | 2009-2010        |
| Anna Maria Pérez de Tagle | Camp Rock 2                           | 2010             |
| Jasmine Richards          | Camp Rock 2                           | 2010             |
| Brenda Song               | The Suite Life on Deck                | 2009-2010        |
| Cole Sprouse              | The Suite Life on Deck                | 2009-2010        |
| Dylan Sprouse             | The Suite Life on Deck                | 2009-2010        |
| Jennifer Stone            | Wizards of Waverly Place              | 2009-2012        |
| Alyson Stoner             | Camp Rock 2                           | 2010             |
| Gregg Sulkin              | Wizards of Waverly Place, Avalon High | ?-2012           |
| Cameron Boyce             | Jessie, Descendants                   | 2011             |
| Jason Earles              | Hannah Montana, Kickin' It            | 2009             |

## Send It On
"Send It On" es una canción de Disney's Friends for Change, un grupo de caridad formado por Disney para su campaña de "Friends for Change", que incluye a Miley Cyrus, Jonas Brothers, Demi Lovato y Selena Gomez. La canción ha vendido 172,819 pistas cuya recaudación se destinará a varias organizaciones benéficas. La canción alcanzó el puesto número 20 en el Billboard Hot 100.

### Antecedentes
Inicialmente conocido como "Pass It On", la canción fue escrita por Adam Anders y Nikki Hassman en colaboración con Peter Astrom. Los cuatro artistas pasaron por varias sesiones de grabación a principios de abril de 2009. Cada persona comparte su opinión en lo que respecta a la canción y Disney's Friends for Change en una entrevista con Access Hollywood. Joe Jonas dijo que la canción es uno con un "gran mensaje". Agregó que la canción trata de ayudar a la Tierra en cualquier forma posible y que se trata principalmente de dejar que "todo el mundo sabe." Joe Jonas dijo que la canción aún recuerda a sí mismo a ser más respetuoso del medio ambiente.
Cyrus, mencionó que su parte favorita de grabar fue la línea de "One spark starts a fire". Cyrus dijo que "amaba" la línea, ya que era cierto para ella y que si los niños envían el mensaje, todo el mundo lo sabrá. Ella también cree que "anima a los niños a hacerlo", que encontró inspiración. Lovato declaró: "Es muy importante que seamos buenos para el medio ambiente" y que la canción es una parte de un "gran movimiento" que están tratando de lograr. Kevin Jonas dijo que era un "gran honor" y que "el ambiente [...] es grande" porque tienen "todos los conocemos desde hace años". Nick Jonas dijo que la canción se trata sólo de "tomar esos pequeños pasos" que podrían hacer que la Tierra sea mejor.

## Make a Wave
"Make a Wave" es una canción cantada por Demi Lovato y Joe Jonas de Disney's Friends for Change, un grupo de caridad formado por Disney para su campaña de "Friends for Change". La canción fue escrita por Scott Krippayne y Jeff Peabody, el mismo equipo que escribió la canción de Jordin Sparks "This Is My Now" para American Idol. "Make a Wave", fue presentado y realizado en el Walt Disney World Resort en Lake Buena Vista, Florida. También fue presentado en el 2009 largometraje de Disneynature, OCEANS.

### Antecedentes
La canción debutó el 26 de febrero en Radio Disney, llegando tan alto como el número 4 en el Top 30 Countdown, mientras que el video musical tuvo su estreno mundial en Disney Channel el 14 de marzo y puesto en marcha en línea al día siguiente en Disney.com. "Make a Wave" estaba disponible a partir del 15 de marzo en iTunes, con todas las ganancias beneficiarán a organizaciones benéficas del medio ambiente a través de Disney Worldwide Conservation Fund. OCEANS se estrenó en los cines el 22 de abril de 2010 en (El día de la Tierra). Alcanzó el puesto número 84 en Billboard Hot 100.

### Tabla de rendimiento
La canción alcanzó su punto máximo en la posición número 84 en Billboard Hot 100, perdiendo a "Send it On", que enarboló en el número de 20 posiciones. La canción fue un éxito en Radio Disney Top 30 Countdown, pero perdió a "Send it On". Fuera de sencillos promocionales de Demi Lovato, esta era su única más alta de gráficos de promoción.

### Lista de canciones
- venezuela / Descarga Digital

1. "Make a Wave" (Descarga Digital) – 3:48
2. "Make a Wave" (Instrumental) – 3:48

#### Listas
| Lista (2010)                  | Posición máxima |
| ----------------------------- | --------------- |
| US Billboard Hot 100          | 84              |
| Radio Disney Top 30 Countdown | 4               |

## We Can Change the World
"We Can Change the World" es una canción cantada por Bridgit Mendler para la campaña de Disney Disney's Friends for Change, específicamente, para el primer Disney's Friends for Change Games. La canción fue escrita por Joacim Persson y la misma Mendler.

### Antecedentes
La canción se estrenó en Radio Disney el 10 de junio. Con su lanzamiento, Disney donó 250.000 dólares al Disney Worldwide Conservation Fund. La canción se puso a disposición para su descarga en la página web de Friends for Change y en iTunes el 11 de junio. Todo lo recaudado fue a organizaciones benéficas del medio ambiente, al igual que las otras canciones publicadas por la iniciativa.

### Vídeo musical
El vídeo musical se estrenó en Disney Channel el 10 de junio. Fue dirigido por el Art Spigel, director de Disney Channel Games, y fue filmada en locación en Disney Golden Oak Ranch en Los Ángeles, California. La canción cuenta con Mendler feliz cantando en un parque con una cámara en la mano. Niños de todo el mundo eventualmente se unin a ella para cantar el himno. Algunos de los niños incluyen estrellas de internacionales del Disney Channel como Valeria Baroni, Jorge Blanco, Olavo Cavalheiro, Nicole Ishida, Murtuza Kutianawala y Eve Ottino.

### Lista de canciones
- EE.UU. / Descarga Digital

1. "We Can Change the World" (Descarga Digital) – 3:19

- Reino Unido / Descarga Digital

1. "We Can Change the World" (Descarga Digital) – 3:19
2. "We Can Change the World (Instrumental)" (Descarga Digital) – 3:19

## Rise
"Rise" es una canción cantada por las McClain Sisters para la campaña de Disney Friends for Change, para el segundo Disney's Friends for Change Games y el tema musical de Chimpanzee de Disneynature. La canción fue escrita por las McClain Sisters.[cita requerida]

### Antecedentes
La canción se estrenó en iTunes el 23 de marzo de 2012.

### Video musical
El video musical se estrenó en VEVO el 26 de marzo de 2012.

### Lista de canciones
- U.S. / Descarga Digital

1. "Rise" (Descarga Digital) – 4:11

## Donaciones
| Distribuciones del dinero ganado del Proyecto Verde | Distribuciones del dinero ganado del Proyecto Verde | Distribuciones del dinero ganado del Proyecto Verde                                                                      | Distribuciones del dinero ganado del Proyecto Verde |
| Dinero                                              | Organización                                        | Descripción del proyecto                                                                                                 |                                                     |
| --------------------------------------------------- | --------------------------------------------------- | --- | --------------------------------------------------- |
| $100,000                                            | Wildlife Conservation Society                       | Para proteger la vida salvaje del ártico frente a los cambios climáticos.                                                |                                                     |
| $50,000                                             | San Bernardino National Forest Association          | Organización que hace plantar árboles a los niños de todo Estados Unidos.                                                |                                                     |
| $50,000                                             | Birdlife International y Haribon Foundation         | Para proteger los bosques tropicales amenazados de Filipinas.                                                            |                                                     |
| $25,000                                             | CHF International                                   | Para disminuir la contaminación y la deforestación mediante el envío de estufas de bajo consumo de combustible a Ruanda. |                                                     |
| $25,000                                             | ECOLIFE Foundation International                    | Para ayudar a acabar con la deforestación en el bosque de Oyamel en México.                                              |                                                     |
| $10,000                                             | Arbor Day Foundation                                | Para replantar los árboles en los bosques del estado de Florida dañados por los incendios forestales.                    |                                                     |

## Presentación especial
Un programa de 30 minutos llamado "Lights, Camera, Take Action! Backstage with Disney's Friends for Change" presentado por Tiffany Thornton fue emitido en Disney Channel para presentar el proyecto. Fue emitido después del estreno de la película Wizards of Waverly Place: The Movie y fue presentado por Tiffany Thornton. Se presentaron las imágenes detrás de las escenas durante la realización del proyecto.

## Friends for Change Games
El primer Disney's Friends for Change Games fue anunciado para el verano de 2011, en sustitución de los Disney Channel Games, y se estrenó el 24 de junio de 2011.